# Controversy (Album)
Controversy (englisch für Kontroverse) ist das vierte Studioalbum des US-amerikanischen Musikers Prince, wobei er alle Songs arrangierte, komponierte und produzierte. Es erschien am 14. Oktober 1981 bei dem Label Warner Bros. Records. Die Musik zählt zu den Genres Contemporary R&B, Funk, New Wave, Pop und Rock. Im Gegensatz zu seinen vorherigen Alben handeln die Liedtexte nicht mehr ausschließlich von Sex und Wollust, sondern Prince greift vereinzelt auch sozialkritische Themen auf. Als Gastmusikerin wirkt Lisa Coleman mit.
Musikkritiker bewerteten Controversy überwiegend positiv und aus kommerzieller Sicht erreichte das Album im Vereinigten Königreich Goldstatus und in den USA Platinstatus.
Ein Tiefpunkt in Prince’ Karriere waren zwei Konzerte, die er zur Musikpromotion der Albumveröffentlichung im Oktober 1981 im Vorprogramm von The Rolling Stones absolvierte, als er von den Zuschauern von der Bühne gebuht wurde. Die darauffolgende Controversy-Tour war hingegen aber kommerziell erfolgreich.

## Entstehung
Im Frühjahr 1981 wohnte Prince in einem Ranch-style House in Chanhassen in Minnesota, in dem er bis Januar 1985 lebte. Sein damaliger Toningenieur Don Batts installierte ihm das 16-Mehrspurrekorder-Tonstudio, das Prince in seinem vorherigen Haus für die Aufnahmen seines Albums Dirty Mind (1980) benutzt hatte. Zudem ließ er sein musikalisches Equipment aktualisieren. Außerdem platzierte Prince im Wohnzimmer des ersten Stockwerks ein Klavier, das er sich neu gekauft hatte und mit seinem privaten Heimstudio im darunter liegenden Stockwerk verkabelt war. Die meiste Zeit des Sommers 1981 verbrachte er in seinem Heimstudio, das unter dem Namen Kiowa Trail Home Studio bekannt wurde, und nahm Songs auf, was Schlagzeuger Bobby Z. bestätigte: „Kein Alkohol, keine Drogen. Nichts. Er spielte zwölf Stunden am Tag Musik und hatte ein paar Freundinnen. Das war es.“
Alle acht Songs von Controversy nahm Prince im Jahr 1981 auf. Das Titelstück sowie Annie Christian, Ronnie Talk to Russia und Sexuality spielte er im Frühjahr und Sommer im Kiowa Trail Home Studio ein. Außerdem überarbeitete er die beiden Stücke Do Me, Baby und Let’s Work; den Song Do Me, Baby nahm Prince bereits im Februar 1978 in den Music Farm Studios in New York City auf, wobei in dieser Version sein früherer Schulfreund und damaliges Bandmitglied André Cymone (* 27. Juni 1958) den Hauptgesang übernahm. Let’s Work spielte Prince ursprünglich im Juli 1979 unter dem Titel Let’s Rock im Mountain Ears Studio in Boulder in Colorado ein. Unmittelbar nachdem er Let’s Rock aufgenommen hatte, wollte er das Stück als Single veröffentlichen, ohne ein Album folgen zu lassen. Warner Bros. Records verweigerte aber seinen Vorschlag. Später bezeichnete Prince diese Meinungsverschiedenheit als eines der ersten Male, dass er sich von der Tonträgerunternehmen in seiner künstlerischen Freiheit eingeschränkt gefühlt habe.
In der zweiten Augustwoche 1981 flog Prince nach Los Angeles in Kalifornien, um im Tonstudio Hollywood Sound Recorders die Albumaufnahmen von Controversy fortzuführen. Er spielte den Song Jack U Off ein, doch nach wenigen Tagen gab es technische Probleme mit dem Equipment im Hollywood Sound Recorders, worauf er ab dem 14. August für zehn Tage das nur zwei Autominuten entfernte Tonstudio Sunset Sound mietete. Bobby Z. und Keyboarder Dr. Fink wurden aus Minneapolis in Minnesota eingeflogen, damit die beiden Musiker Prince bei Jack U Off unterstützen konnten. Als Toningenieurin fungierte Peggy McCreary, die fortan bis 1986 für einige Prince’ Aufnahmen zuständig gewesen war. Am 16. August 1981 nahm Prince mit Private Joy das letzte Stück für das neue Album auf, wobei er bei dem Song zum ersten Mal in seiner Karriere einen Linn LM-1 Drumcomputer benutzte, der damals neu auf den Markt kam. Durch den Einsatz dieses Drumcomputers war er fortan auf noch weniger Mithilfe anderer Musiker oder Techniker angewiesen. Ursprünglich hieß der Song Dear Uncle George, doch Prince benannte ihn in Private Joy um.
Außerdem mischte Prince im August 1981 alle zuvor aufgenommenen Songs für Controversy im Sunset Sound ab und versah diese mit Overdubs. Lisa Coleman, die damals in Los Angeles wohnte, übernahm die  Backing Vocals im Titelstück und in Ronnie, Talk to Russia. Am 23. August 1981 stellte Prince das Album Controversy im Sunset Sound endgültig fertig.
Im Herbst 1981 nahm er im Kiowa Trail Home Studio das Acapella-Stück The Second Coming auf, das als Intro seiner Controversy-Tour diente, aber auf Tonträger bis heute (2025) nicht veröffentlicht wurde. Die Maxiversion von Let’s Work spielte Prince am 8. Dezember 1981 im Sunset Sound ein.

## Gestaltung des Covers
Auf dem Frontcover ist Prince in einem lavendelfarbenen Trenchcoat mit Nieten zu sehen, auf dem ein Anstecker mit der Aufschrift „Rude Boy“ („unhöflicher Junge“) prangt. Im Hintergrund und auf der Rückseite des Covers sind erfundene Fake News von der in der Realität nichtexistierenden Zeitung The Controversy Daily zu lesen, wie beispielsweise: „Annie Christian Sentenced to Die!“ („Annie Christian zum Tode verurteilt!“), „President Signs Gun Control Act“ („Präsident unterzeichnet Waffenkontrollgesetz“) und „Lingerie – New Fashion Trend“ („Unterwäsche – der neue Modetrend“). Außerdem sind Schlagzeilen wie „Love Thy Neighbor“ („Liebe deinen Nächsten“) und „Do You Believe in God“ („Glaubst du an Gott“) zu finden. Eine Überschrift auf dem Rückcover lautet lediglich „Joni“, womit Prince Joni Mitchell meinte, weil sie ihn in seiner Karriere musikalisch inspiriert hatte.
Die LP-Innenhülle und das CD-Booklet sind schlicht gehalten; weder Fotos noch Liedtexte sind enthalten. Im Songtitel von Jack U Off benutzt Prince erstmals die Schreibweise „u“ für „you“.

## Musik und Liedtexte

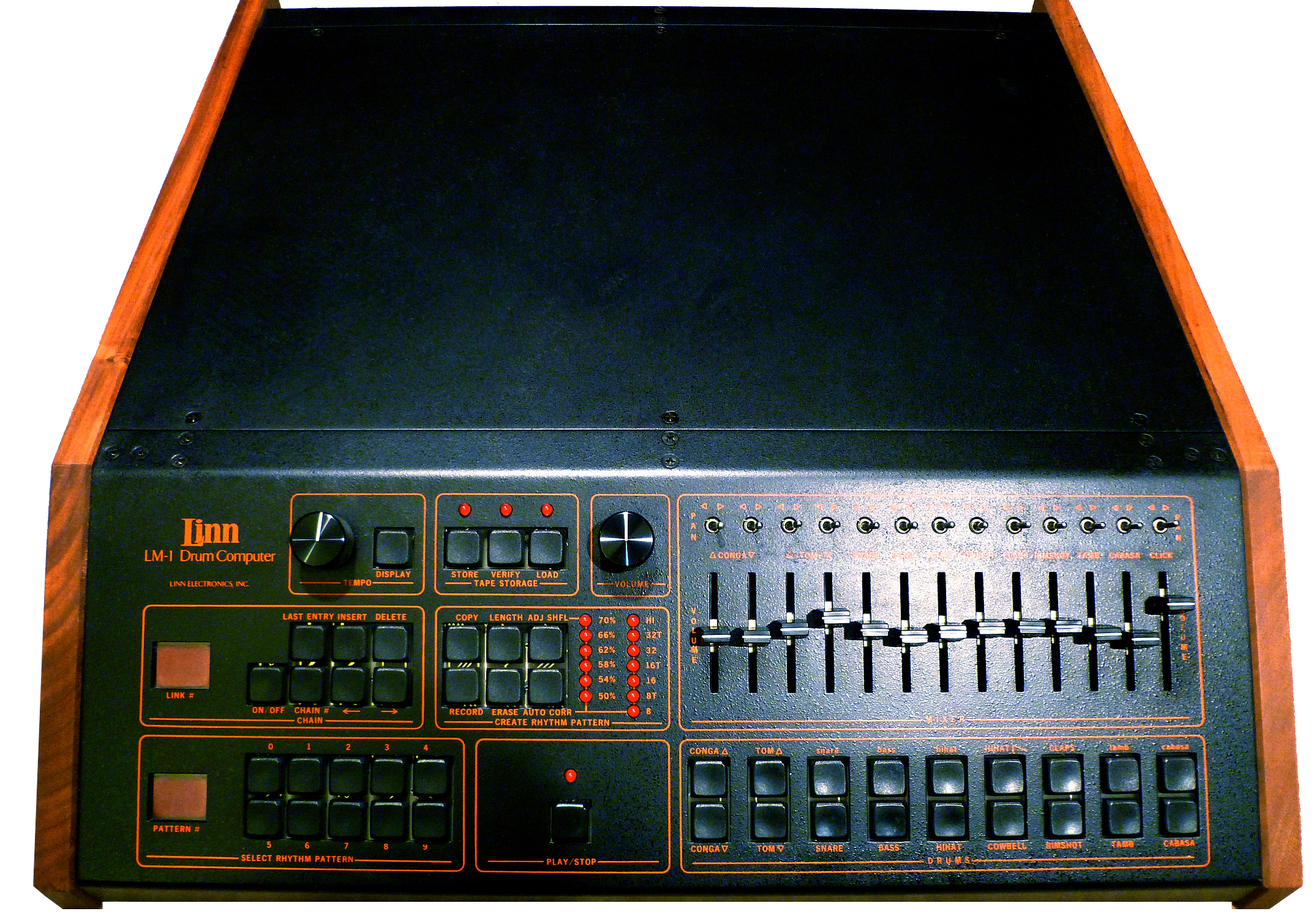
Im Song Private Joy benutzte Prince zum ersten Mal in seiner Karriere einen Linn LM-1 Drumcomputer

Auf dem Album verknüpft Prince Musikstile aus den Genres Contemporary R&B, Funk, New Wave, Pop und Rock miteinander. Außerdem sind Einflüsse von Rockabilly zu hören. Wie üblich spielte er sämtliche Musikinstrumente selbst ein, doch Jack U Off ist der erste Song von Prince, den er mit einer Begleitband aufnahm; abgesehen von ihm selbst spielt Bobby Z. Schlagzeug und Dr. Fink sowie Lisa Coleman sind am Keyboard zu hören.
Das Album ist spärlich instrumentiert, doch die Arrangements wirken voller und ausgefeilter als Prince‘ zuvor veröffentlichte Alben. Der Oberheim-Synthesizer spielt eine zentrale Rolle und Prince baute markante Synthesizer-Linien und Fills ein. Die Gitarre tritt stärker in den Vordergrund und liefert in Songs wie Ronnie, Talk to Russia und Jack U Off „dreckige“ Rockakkorde, zudem sind abgehackte Rhythmusgitarren-Licks im Titelstück und Sexuality vorhanden.
Controversy wurde im Jahr 1981 von Warner Bros. Records als „musikalische Empörung und aufrichtige Erklärung gegensätzlicher Ansichten“ angepriesen. In den Liedtexten befasst sich Prince nicht nur mit sexuell orientierten Themen, was auf seinen vorherigen drei Alben der Fall ist; einige Songs handeln auch von ernsten, zum Nachdenken anregenden Themen. Zudem kommt Prince erstmals von seinem charakteristischen Falsettgesang ab und lotet auch die tieferen Bereiche seiner Stimme aus. Die meisten seiner Liedtexte singt er melodisch vertont, doch im Titelstück und in Annie Christian ist er in vereinzelten Passagen auch im Sprechgesang zu hören.
1. Controversy
Das Titelstück ist aus dem Bereich Funk und Rock mit Einflüssen von New Wave. Die Strophen bestehen aus einem Rhythmusgitarren-Lick und einem Synthesizer, der die einfache, auf nur vier Noten beschränkte Melodie dupliziert. Der Refrain wird über eine absteigende Drei-Akkord-Progression gesungen. Die pumpende, eintönige Bassgitarre sorgt für einen zuweilen roboterhaft wirkenden Disco-Beat. Im Liedtext reagiert Prince auf Fragen, die einige US-Medien in den vergangenen Jahren an ihn stellten; beispielsweise ob er schwarz oder weiß, hetero oder schwul ist, glaubt er an Gott und glaubt er an sich selbst? Antworten gibt Prince jedoch nicht und drückt seine Verwunderung und Verwirrung über die Neugierde der Öffentlichkeit auf seine Person aus. Ferner zitiert er das Vaterunser im Sprechgesang.[15][16][17]
2. Sexuality
Der Song stammt ebenfalls aus dem Genre Funk und Rock. Sexuality lehnt sich eng an die musikalische Struktur von Controversy und ist in Arrangement und Tempo ähnlich. Ein deutlicher Unterschied ist jedoch die schnelle, lebendige Synthesizer-Bassline. Ein funkiges Rhythmusgitarren-Lick ist Hauptbestandteil der Strophen, die Prince mit einem schnellen Refrain kombiniert, bei dem die Synthesizer im Vordergrund stehen. Im Liedtext veranschaulicht er seine Träume von einer Welt, die frei von radikalen, sexuellen und sozialen Vorurteilen ist. Die Bewohner dieser Welt nennt Prince im Song „New Breed“ („Die neue Rasse“) und „Sexualität ist alles, was du jemals brauchen wirst. Sexualität, lass deinen Körper frei sein“.[17]
3. Do Me, Baby
Die R&B-Ballade kann als Blaupause für viele spätere Balladen von Prince bezeichnet werden. Seine ausdrucksstarke Falsettstimme wird von synthetischen Streichinstrumenten und Klavier untermalt sowie von einer Basslinie unterstützt, die sowohl melodisch als auch rhythmisch ist. Der Song basiert auf einer einfachen Drei-Akkord-Sequenz, die sich durchgehend wiederholt, aber Prince steuert die Musik allmählich auf den Höhepunkt hin, bevor er sich zurückhält und dann wieder aufbaut. Der Liedtext handelt um das Streben nach und den Genuss von Sex, wobei Prince die Worte „being done“ als Euphemismen für das Liebesspiel verwendet. Am Schluss des Songs zittert er am gesamten Körper und simuliert einen Orgasmus, sagt dann aber: „Mir ist so kalt, halt mich einfach fest“.[17]

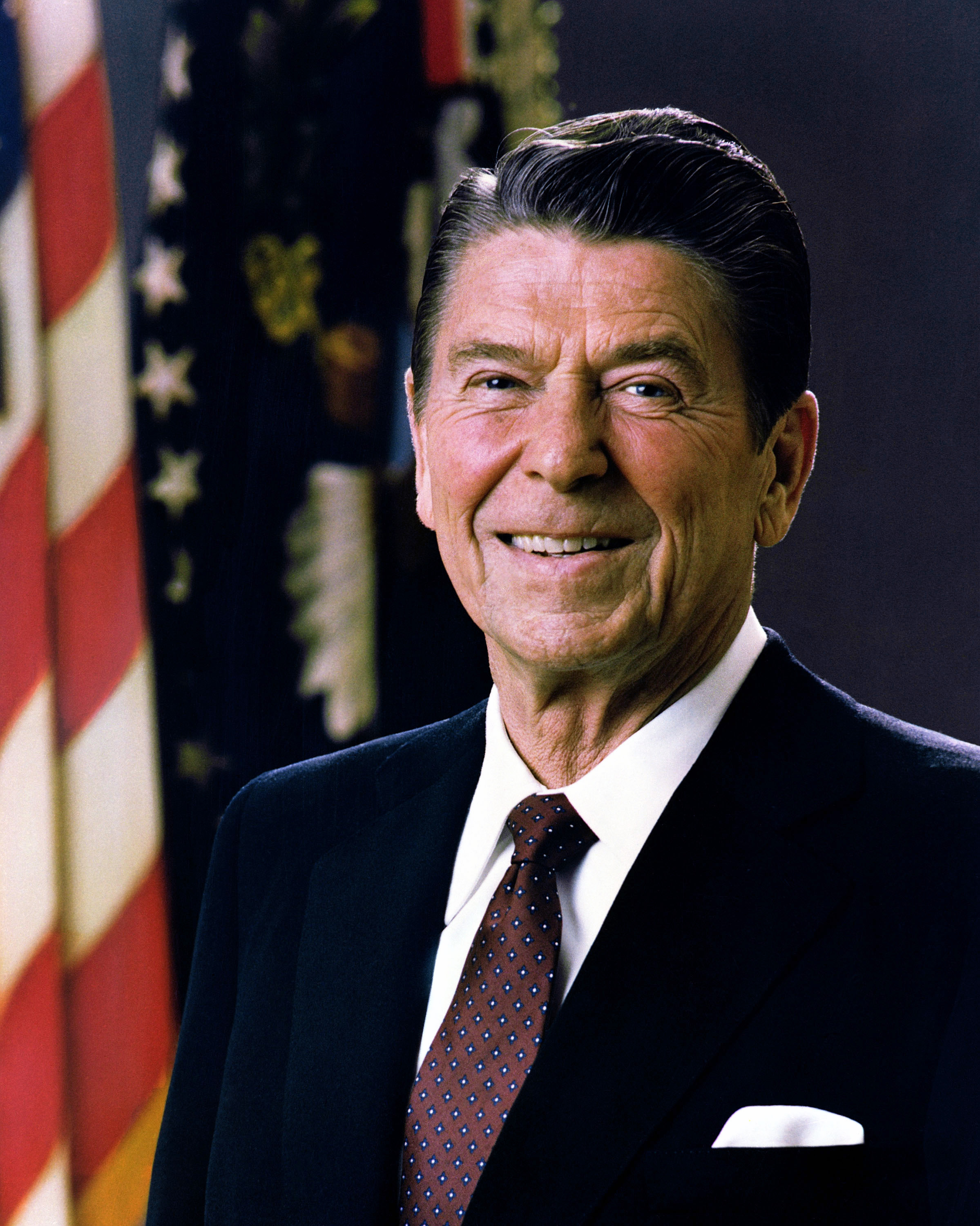
Der Song Ronnie, Talk to Russia ist an Ronald Reagan (1981) adressiert

4. Private JoyDer Song Ronnie, Talk to Russia ist an Ronald Reagan (1981) adressiert
Das Stück ist ein fröhlich und beschwingt wirkender Pop-Song und basiert auf einer Synthesizer-Phrase sowie Einer markanten, synkopierten Basslinie. Die Synthesizer bilden die Hauptinstrumentierung, aber gegen Ende sind raue, hektische Gitarrensoli zu hören. Der Linn LM-1 Drumcomputer liefert einen einfachen Beat und Handclaps. Der Liedtext beschreibt eine besitzergreifende Beziehung, wobei Prince von seiner damaligen Freundin Susan Moonsie (* 21. Januar 1964) inspiriert wurde. Im wahren Leben lernte er sie auf der High School kennen und integrierte sie 1982 als Mitglied in der von ihm gegründeten Girlgroup Vanity 6.[7][17][18]
5. Ronnie, Talk to Russia
Der rasante Zwei-Akkord-Rocker besitzt mehr New-Wave-Einflüsse als alle anderen Songs auf dem Album. Der Liedtext ist ein Appell von Prince an „Ronnie“, womit Ronald Reagan – im Jahr 1981 Präsident der Vereinigten Staaten – gemeint ist, der mit der Sowjetunion Frieden schließen sollte.[12][17]
6. Let’s Work
Der Funk-Song wird von einer markanten Basslinie dominiert. Zudem ist raues Gitarrenspiel zu hören und der Groove ist von Schlagzeug und Handclaps geprägt. Der Liedtext handelt ausschließlich von Sex und Wollust; Prince trifft eine Frau, mit der er Sex haben will, wobei er das Wort „work“ als Synonym für „fuck“ verwendet.[12][17]
7. Annie Christian
Der unorthodoxeste Song auf dem Album ist Annie Christian, der von Synthesizer-Spiel dominiert ist. Das Stück ist in der Tonart Moll geschrieben, wobei Prince mit seiner normalen Stimmlage über bedrohlich wirkendes Gitarrenspiel, kühl wirkende Synthesizern und einem sanften metronomischen Rhythmus, der durch Handclaps verstärkt wird, singt. Im gesellschaftspolitischen Liedtext sieht er Antichristen als die treibende Kraft hinter dem Bösen in der Welt an. Mittels Sprechgesangs teilt er mit, er wird sein Leben so lange in Taxis verbringen bis die fiktive Person Annie Christian gekreuzigt wird, womit er das Gefühl vermittelt, in einer Zeit der sinnlosen Gewalt und Verwirrung umherzutreiben. Außerdem listet Prince reale Schlagzeilen auf, wie beispielsweise die Ermordung von John Lennon und das Attentat auf Ronald Reagan. Der vorgetragene Liedtext erinnert zuweilen an Gil Scott-Heron, dessen Spoken Words von sozialem und politischem Bewusstsein geprägt sind, weswegen er als wichtiger Wegbereiter der Hip-Hop- und Rap-Musik gilt.[17][19]
8. Jack U Off
Mit einer markanten Synthesizer-Leadline ist der letzte Song vom Album ein trashiger Drei-Akkord-Rocker, der auf einem achttaktigen Blues-Muster basiert. Zudem ist das schwungvolle Stück vom Genre Rockabilly geprägt. Der Liedtext ist eine gut gelaunte Ode auf Masturbation; Prince möchte seiner Freundin „einen Runterholen“, egal ob im Auto, Kino, Restaurant oder wenn sie ihrem „Masturbator leid“ ist.[17][20][21]

## Titelliste und Veröffentlichungen
| 1                            | Controversy            | 7:15 |
| 2                            | Sexuality              | 4:21 |
| 3                            | Do Me, Baby            | 7:42 |
| 4                            | Private Joy            | 4:37 |
| 5                            | Ronnie, Talk to Russia | 1:51 |
| 6                            | Let’s Work             | 3:53 |
| 7                            | Annie Christian        | 4:23 |
| 8                            | Jack U Off             | 3:09 |
| Spieldauer: 37:15 min.       |                        |      |
| Autor aller Songs ist Prince |                        |      |

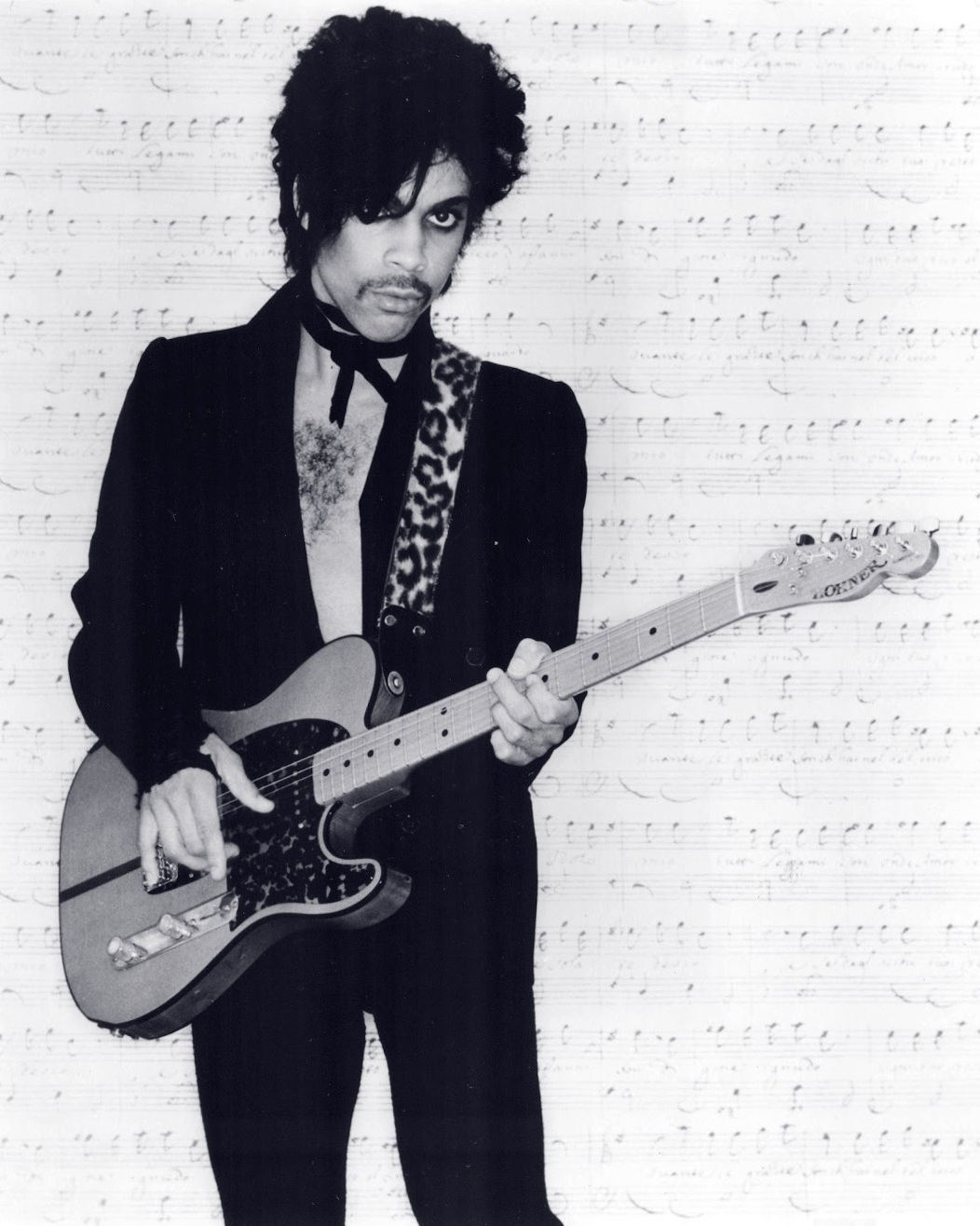
Prince, 1981

Controversy wurde am 14. Oktober 1981 in den USA veröffentlicht. Das Album erschien auf LP und MC, später auch auf CD und als Download.

### Singles
Von dem Album wurden vier Singles ausgekoppelt: am 2. September 1981 erschien Controversy in einer Edit-Version, die 3:36 Minuten lang ist. Die B-Seite When You Were Mine ist auch auf dem Vorgängeralbum Dirty Mind enthalten. Als zweite Single wurde am 16. Oktober 1981 Sexuality ausgekoppelt, die nur in Deutschland, Australien und in Japan erschien. Auf der B-Seite ist Controversy zu finden, in Australien ist dagegen I Wanna Be Your Lover aus dem Album Prince ausgewählt worden.
Am 6. Januar 1982 wurde Let’s Work ausgekoppelt, gekürzt auf 2:56 Minuten. Die B-Seite Ronnie, Talk to Russia ist mit der Albumversion identisch. Let’s Work erschien auch als Maxi-Single im „Dance Remix“, der 8:05 Minuten lang ist. Als vierte und letzte Single wurde am 16. Juli 1982 Do Me, Baby ausgekoppelt. Die Single wurde nur in den USA und in Peru veröffentlicht und erschien ebenfalls in einer gekürzten Edit-Version mit einer Länge von 3:56 Minuten, als B-Seite dient Private Joy.
Im November 1993 wurde Controversy erneut als Edit-Version ausgekoppelt – diesmal aus der Greatest-Hits-Kompilation The Hits/The B-Sides. Allerdings erschien die Single nur in Deutschland und im Vereinigten Königreich. Ferner veröffentlichte Prince im Jahr 2004 die limitierte CD-Single Controversy (Live in Hawaii). Die sechsminütige Liveversion stammt von dem Konzert am 16. Dezember 2003 im Neal S. Blaisdell Center in Honolulu auf Hawaii von seiner damaligen Welttournee. Die Single war nur als CD-Beigabe seines Buches Prince in Hawaii käuflich zu erwerben; sowohl das Buch als auch die CD-Single gelten heute (2025) als Sammlerstücke.
Anlässlich des 40-jährigen Jubiläums vom Album Controversy brachte The Prince Estate („Der Prince-Nachlass“) am 14. Oktober 2021 eine Demoaufnahme vom Song Do Me, Baby aus dem April 1979 heraus, die Prince damals nicht veröffentlichte. Die Demoaufnahme ist als Download und als Stream erhältlich. Außerdem brachte The Prince Estate Anfang Mai 2022 eine auf 1.981 – dem Erscheinungsjahr von Controversy – limitierte Sonderausgabe der Demoaufnahme als Single in lilafarbenem Vinyl heraus, die ursprünglich im Januar 2022 hätte erscheinen sollte. Aber „aufgrund von Verzögerungen in der Lieferkette und bei der Herstellung, die leider außerhalb unserer direkten Kontrolle liegen“ musste der Veröffentlichungstermin verschoben werden.

### Musikvideos
Es wurden nur zu den Singleauskopplungen Controversy und Sexuality Musikvideos gedreht. Beide Videos wurden am selben Tag im Oktober 1981 in einer Soundstage in Minneapolis aufgenommen und Prince singt die Songs mit seiner Begleitband. Regisseur beider Musikvideos war Bruce Gowers, Produzent war der Brite Paul Flattery, der die Dreharbeiten nach Prince’ Tod folgendermaßen beschrieb: „Warner Bros. Records ließ mich einige frühe Prince-Videos drehen, weil er schwierig war und sie dachten, ich könnte mit ihm umgehen. Bruce Gowers und ich drehten Controversy und Sexuality an einem Tag. Prince hat nicht direkt mit dir gesprochen. Er stand direkt vor dir und flüsterte seinem Assistenten etwas zu, woraufhin der Assistent sagte: ‘Prince sagt...’. Und ich sagte: ‘Nun, sag’ Prince...’“

### Coverversionen
Vereinzelt nahmen Musiker Coverversionen von Songs des Albums Controversy auf; das Titelstück wurde beispielsweise von Hefner (1997), Victor Bailey (2001), David Helbock (2012), Chris Brokaw (2017) und dem Vitamin String Quartet (2023) neu interpretiert. Do Me, Baby coverten Meli’sa Morgan (1985), Lindy Layton (1991) und Jade (1993). Zudem basiert der Song He’s Mine (1995) von dem weiblichen US-R&B-Trio MoKenStef auf Do Me, Baby. Das Stück Jack U Off wurde von Pansy Division (1994) und Robyn (2006) neu aufgenommen, Private Joy von La Toya Jackson (1984).

## Mitwirkende

### Musiker
Alle Songs wurden von Prince arrangiert, komponiert, produziert und vorgetragen. Zudem spielte er alle Musikinstrumente selbst ein, wobei folgende Personen die Aufnahmen ergänzten:
- Bobby Z. – Schlagzeug in Jack U Off
- Dr. Fink – Keyboard in Jack U Off
- Lisa Coleman – Backing Vocals in Controversy, Jack U Off, Ronnie Talk to Russia; Keyboard in Jack U Off

### Technisches Personal
- Prince – Mixing
- Allen Beaulieu – Fotografie
- Bernie Grundman – Mastering
- Bob Mockler – Toningenieur
- Mick Guzauski – Toningenieur
- Ross Pallone – Toningenieur
- Persönliches Management von Prince – Bob Cavallo, Joe Ruffalo, Steve Fargnoli

## Debakel für Prince im Vorprogramm von The Rolling Stones

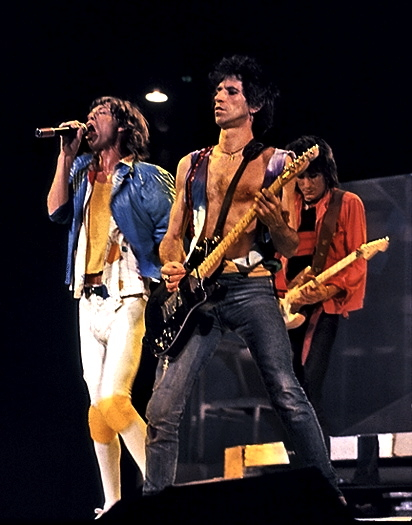
Mick Jagger, Keith Richards und Ron Wood von The Rolling Stones, 1981

Mick Jagger hatte Prince zum ersten Mal im Jahr 1980 bei einem Livekonzert im Bundesstaat New York gesehen und zeigte sich von ihm beeindruckt. Daraufhin bot er ihm an, als Vorgruppe von The Rolling Stones bei zwei Konzerten im Oktober 1981 in Los Angeles in Kalifornien aufzutreten, was Prince annahm.
Doch die beiden Konzerte am 9. und 11. Oktober 1981 im Los Angeles Memorial Coliseum entwickelten sich zu einem Debakel und somit zu einem Tiefpunkt in Prince’ Karriere. Er wollte für die bevorstehende Albumveröffentlichung von Controversy Promotion machen und trat, wie zur damaligen Zeit typisch für ihn, im Trenchcoat auf. Darunter hatte er nur einen schwarzen Slip an, trug Overknees-Strümpfe und High Heels. Auf dem Kopf trug er ein Bandana. Sein Gitarrengurt bestand aus Leopardenfell. Als Prince am 9. Oktober 1981 den dritten Song Jack U Off spielte, reagierte das Publikum mit massiver Abneigung; einige äußerten Buhrufe, riefen „Runter von der Bühne, du Schwuchtel!“ und warfen Bierflaschen auf die Bühne. Zudem wurde Gitarrist Dez Dickerson von einer Wasserflasche am Kopf getroffen, eine Flasche Jack Daniel’s verfehlte Prince nur knapp. Während des vierten Songs Uptown verließ Prince kommentarlos die Bühne; er hatte seine Band nicht involviert und flog direkt nach seinem Auftritt zurück in seine Heimatstadt Minneapolis. Mick Jagger und Konzertveranstalter Bill Graham, die beide die Vorfälle bedauerten und das Publikum dafür scharf kritisierten, überredeten Prince, das zweite Konzert trotzdem zu spielen. Jagger sagte zu ihm: „Wenn du ein wirklich großer Headliner werden möchtest, musst du darauf vorbereitet sein, dass die Leute Flaschen nach dir werfen.“
Prince lenkte ein und spielte schließlich das zweite Konzert am 11. Oktober 1981 in Los Angeles. Doch beim ersten Song Bambi flog abermals eine Whiskyflasche auf die Bühne, Saft-Plastikflaschen und Tomaten folgten. Im Gegensatz zum ersten Konzert spielte er aber sein gesamtes Set und endete mit dem fünften und letzten Song Why You Wanna Treat Me So Bad? („Warum willst du mich so schlecht behandeln?“). Abgesehen von Prince traten im Vorprogramm auch George Thorogood und J. Geils auf, die ihre Auftritte aber ohne Zwischenfälle absolvierten.
20 Jahre nach den beiden Konzerten meinte Prince in einem Interview: „Sagt nicht, dass es an mir gelegen hatte – das Publikum war schuld. Klar, natürlich war das Tragen von Unterwäsche und einem Trenchcoat bestimmt nicht gerade vorteilhaft, aber wenn man jemanden mit Müll bewirft, liegt es daran, dass man zu Hause nicht richtig erzogen wurde. Der Grund, warum ich gegangen bin, ist, dass ich nicht mehr spielen wollte. Ich wollte nur kämpfen.“

## Tournee
Die Controversy-Tour begann am 20. November 1981 im Stanley Theatre in Pittsburgh in Pennsylvania und endete am 14. März 1982 im Riverfront Coliseum in Cincinnati in Ohio. Die Tournee fand ausschließlich in den USA statt und umfasste 61 Konzerte, die Zuschauerkapazität der Konzerthallen betrug zwischen 2.000 und 8.000 Plätzen. Die Länge variierte von 70 bis 85 Minuten.
Als Tour-Intro komponierte Prince einen Song mit Namen The Second Coming, der vom Tonband über die Hallenlautsprecher abgespielt wurde. Als Vorgruppe trat The Time auf und Prince’ Band bestand aus folgenden fünf Mitgliedern:
- Bobby Z. (* 9. Januar 1956 als Robert B. Rivkin in St. Louis Park, Metropolregion Minneapolis-Saint Paul) – Schlagzeug
- Brown Mark (* 8. März 1962 als Mark Brown in Minneapolis, Minnesota) – Backing Vocals, E-Bass
- Dez Dickerson (* 7. August 1955 als Desmond D’andrea Dickerson in Minneapolis, Minnesota) – Backing Vocals, Gitarre
- Dr. Fink (* 8. Februar 1957 als Matthew Robert Fink in St. Louis Park, Metropolregion Minneapolis-Saint Paul) – Backing Vocals, Keyboard
- Lisa Coleman (* 17. August 1960 in Los Angeles, Kalifornien) – Backing Vocals, Keyboard

Bobby Z., Brown Mark, Dr. Fink und Lisa Coleman waren von 1983 bis 1986 auch Mitglieder in The Revolution.

## Rezensionen
Musikkritiker bewerteten Controversy überwiegend positiv und hoben meist den Titelsong, Do Me, Baby und Jack U Off als beste Tracks hervor. Die Website AOTY (Album of the Year) errechnete eine Durchschnittsbewertung von 77 %, basierend auf sechs Rezensionen englischsprachiger Medien.
Daphne A. Brooks von Pitchfork Media zeigte sich begeistert und gab mit neun von zehn Punkten fast die Höchstanzahl. Das Album werde „oft als Brücke zwischen Dirty Mind und 1999 angesehen“, doch Controversy sei „eine faszinierende Platte für sich“, meinte sie. Prince habe zur „kollektiven sozialen und kulturellen Revolte“ aufgerufen, womit das Album „einer der wichtigsten Plattenveröffentlichungen des Jahres 1981“ gewesen sei. Sie ging auf alle Songs ein und hob diese sowohl musikalisch als auch textlich und gesanglich lobend hervor.
Stephen Holden von dem US-Musikmagazin Rolling Stone gab vier von fünf Sternen und meinte, Prince sei der „vollendete Meister von Pop-Funk-Songs“. Das Stück Annie Christian bezeichnete er aber als „kindliche Behandlung des Bösen“ und Ronnie, Talk to Russia als schwächsten Albumsong. Insgesamt gesehen sei Controversy aber exzentrisch und Holden nannte Prince einen potentiellen Nachfolger von Sly Stone.
Stephen Thomas Erlewine von AllMusic gab dreieinhalb von fünf Sternen und schrieb, das Album unterstreiche „Prince’ Faszination für Synthesizer und die Zusammenführung unterschiedlicher Popmusik-Genres“. Es versuche, sozialen Protest „zusammen mit Sexsongs“ zu thematisieren und bemühe sich, „den Funk einem Rockpublikum näher zu bringen und umgekehrt“. Doch trotz „aller Ambitionen“ stelle die Musik in Controversy „keinen bedeutenden Durchbruch gegenüber Dirty Mind dar“. Aber „Prince’ musikalisches Talent“ mache die Platte dennoch „angenehm“.
Die beiden Musikkritiker David Wilson und John Alroy gaben ebenfalls dreieinhalb von fünf Sternen und meinten, Controversy sei kein „dramatischer Sprung nach vorn, aber ein durchweg erfreuliches Werk“. Das Stück Do Me, Baby bezeichneten sie als „herrlichen Slow Jam“ und Prince sei entschlossen, „ernst genommen zu werden“, weswegen er „zahlreiche politische und soziale Anspielungen“ einstreue. Der Titelsong und Let’s Work sei minimalistischer Funk, wobei er selbstbewusst wirke. Doch Annie Christian beschrieben sie als „bizarr“, Ronnie, Talk to Russia als „albern“ und Sexuality als „erschütternd“.
Musikjournalist Robert Christgau verteilte auf einer Skala von „A+“ bis „F“ die Note „A–“. Die „sozial bewussten Songs“ des Albums seien zwar „eingängig“, entspringen aber „dem Geist eines ziemlich verwirrten jungen Mannes“. Doch die von Sex handelnden Tracks wie Do Me, Baby und Jack U Off überzeugten Christgau.
Die Newsweek gab zwar keine Note, lobte aber Prince und schrieb: „Er ist ein Prophet der sexuellen Anarchie: Seine anzüglichen Auftritte haben ihn zu einer Kultfigur des New Wave und zu einem großen Idol der Jugendlichen aus den Schwarzen-Ghettos gemacht. Er heißt Prince – und er ist vielleicht der aufregendste neue Star der heutigen [1981] Pop-Szene.“
In Hinblick auf die Liedtexte kritisierte die US-Wochenzeitung The Village Voice: „Prince ist immer dann besonders naiv und irritierend, wenn es um ein offen politisches Thema“ ginge. Das US-Stadtmagazin für den Großraum Metropolregion Minneapolis–Saint Paul Sweet Potato (später in City Pages umbenannt) zeigte sich enttäuscht und schrieb, der Sequenzer-Einsatz auf dem Album sei „grauenvoll, aber die nächste LP könnte tatsächlich eine voll ausgeformte Darstellung von seiner Vision“ bringen.

## Kommerzieller Erfolg

### Chartplatzierungen
| ChartsChartplatzierungen       | Höchstplatzierung | Wochen |
| ------------------------------ | ----------------- | ------ |
| Vereinigte Staaten (Billboard) | 21 (66 Wo.)       | 66     |

| ChartsJahrescharts (1982)      | Platzierung |
| ------------------------------ | ----------- |
| Vereinigte Staaten (Billboard) | 59          |

In Deutschland, Österreich, der Schweiz und in Großbritannien konnte sich Controversy nicht platzieren. Aber in den Niederlanden erreichte das Album Platz 50 und in Australien Platz 55 als Höchstplatzierung.
| Jahr | Titel             | Höchstplatzierung, Gesamtwochen, AuszeichnungChartplatzierungen (Jahr, Titel, , Platzierungen, Wochen, Auszeichnungen, Anmerkungen) | Höchstplatzierung, Gesamtwochen, AuszeichnungChartplatzierungen (Jahr, Titel, , Platzierungen, Wochen, Auszeichnungen, Anmerkungen) | Höchstplatzierung, Gesamtwochen, AuszeichnungChartplatzierungen (Jahr, Titel, , Platzierungen, Wochen, Auszeichnungen, Anmerkungen) | Höchstplatzierung, Gesamtwochen, AuszeichnungChartplatzierungen (Jahr, Titel, , Platzierungen, Wochen, Auszeichnungen, Anmerkungen) | Höchstplatzierung, Gesamtwochen, AuszeichnungChartplatzierungen (Jahr, Titel, , Platzierungen, Wochen, Auszeichnungen, Anmerkungen) | Anmerkungen                                                                                 |
| Jahr | Titel             | DE | AT | CH | UK | US | Anmerkungen                                                                                 |
| ---- | ----------------- | --- | --- | --- | --- | --- | ------------------------------------------------------------------------------------------- |
| 1981 | Controversy       | — | — | — | — | US70 (11 Wo.)US |                                                                                             |
| 1981 | Sexuality         | — | ATn.v.AT | CHn.v.CH | UKn.v.UK | USn.v.US | Nur in Deutschland, Australien und Japan ausgekoppelt                                       |
| 1982 | Let’s Work        | — | — | — | — | US104 (3 Wo.)US | Nicht weltweit ausgekoppelt                                                                 |
| 1982 | Do Me, Baby       | DEn.v.DE | ATn.v.AT | CHn.v.CH | UKn.v.UK | — | Nur in den USA und Peru ausgekoppelt                                                        |
| 1985 | Do Me, Baby       | — | — | — | — | US46 Gold · (14 Wo.)US | Coverversion von Meli’sa Morgan US: 8. Juli 2025: Gold (500.000+)                           |
| 1993 | Controversy       | — | ATn.v.AT | CHn.v.CH | UK5 (5 Wo.)UK | USn.v.US | Wiederveröffentlichung nur in Deutschland und im Vereinigten Königreich                     |
| 1995 | He’s Mine Azz Izz | — | — | — | UK70 (2 Wo.)UK | US7 Gold · (23 Wo.)US | Coverversion, basierend auf Do Me, Baby, von MoKenStef US: 24. August 1995: Gold (500.000+) |

Sexuality erreichte Platz 88 in den australischen Singlecharts.

### Auszeichnungen für Musikverkäufe
| Land/Region                  | Auszeichnungen für Musikverkäufe (Land/Region, Auszeichnung, Verkäufe) | Verkäufe  |
| ---------------------------- | ---------------------------------------------------------------------- | --------- |
| Vereinigte Staaten (RIAA)    | Platin                                                                 | 1.000.000 |
| Vereinigtes Königreich (BPI) | Gold                                                                   | 100.000   |
| Insgesamt                    | 1× Gold · 1× Platin ·                                                  | 1.100.000 |

Hauptartikel: Prince/Auszeichnungen für Musikverkäufe

## Preise
Prince wurde für die Controversy-Ära mit folgenden Auszeichnungen und Preisen geehrt:

### Minnesota Black Music Awards
12. Mai 1982: Gewinner in der Kategorie „Rhythm & Blues“.

### Minnesota Music Awards
24. Mai 1982: Gewinner in der Kategorie „Musician of the Year“.